# Brzoza (okres Toruň)
Brzoza, česky lze přeložit jako Bříza, je vesnice na levém břehu veletoku Visla ve gmině Wielka Nieszawka v okrese Toruň v Polsku. Geograficky se nachází v makroregionu Pradolina Toruńsko-Eberswaldzka v Kujavsko-pomořském vojvodství.

## Historie a popis vesnice
Brzoza se nachází na trasách železniční trati Toruň-Włocławek, dálnice A1 (exit 12) a silnice č. 91. Je nejmenší ze čtyř vesnic gminy Wielka Nieszawka. Bylo zde nalezeno několik archeologických nálezů z doky kamenné. V roce 1862 zde byla vybudována železniční trať. Dne 19. srpna 1980 se zde stalo dosud největší železniční neštěstí v dějinách Polska mezi stanicí Otłoczyn a osobní zastávkou Brzoza Toruńska, které připomíná pomník postavený na místě tragédie. V letech 1975-1998 obec administrativně patřila k dnes již zaniklému Toruňskému vojvodství. Přes Brzozu prochází červená turistická trasa Szlak im. Stanisława Noakowskiego, na opačném břehu Visly dálková trasa Wiślana Trasa Rowerowa aj. Je zde také několik památných stromů např. Lípa Bratra Alberta, Lípa Bolka či Dub Gniewko. V sousedství vesnice se nachází vojenský újezd Poligon Toruński.

## Galerie

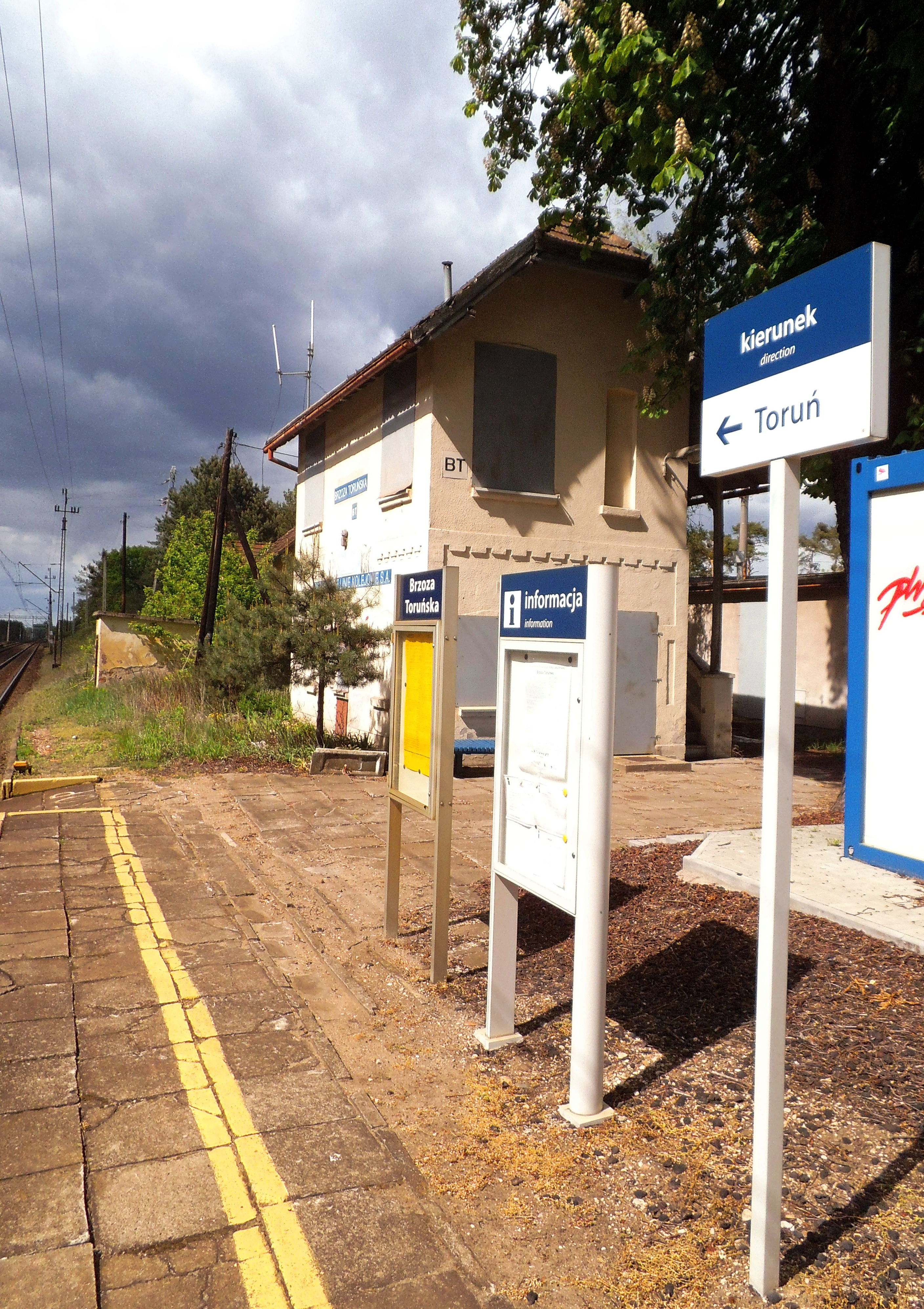
Brzoza Toruńska
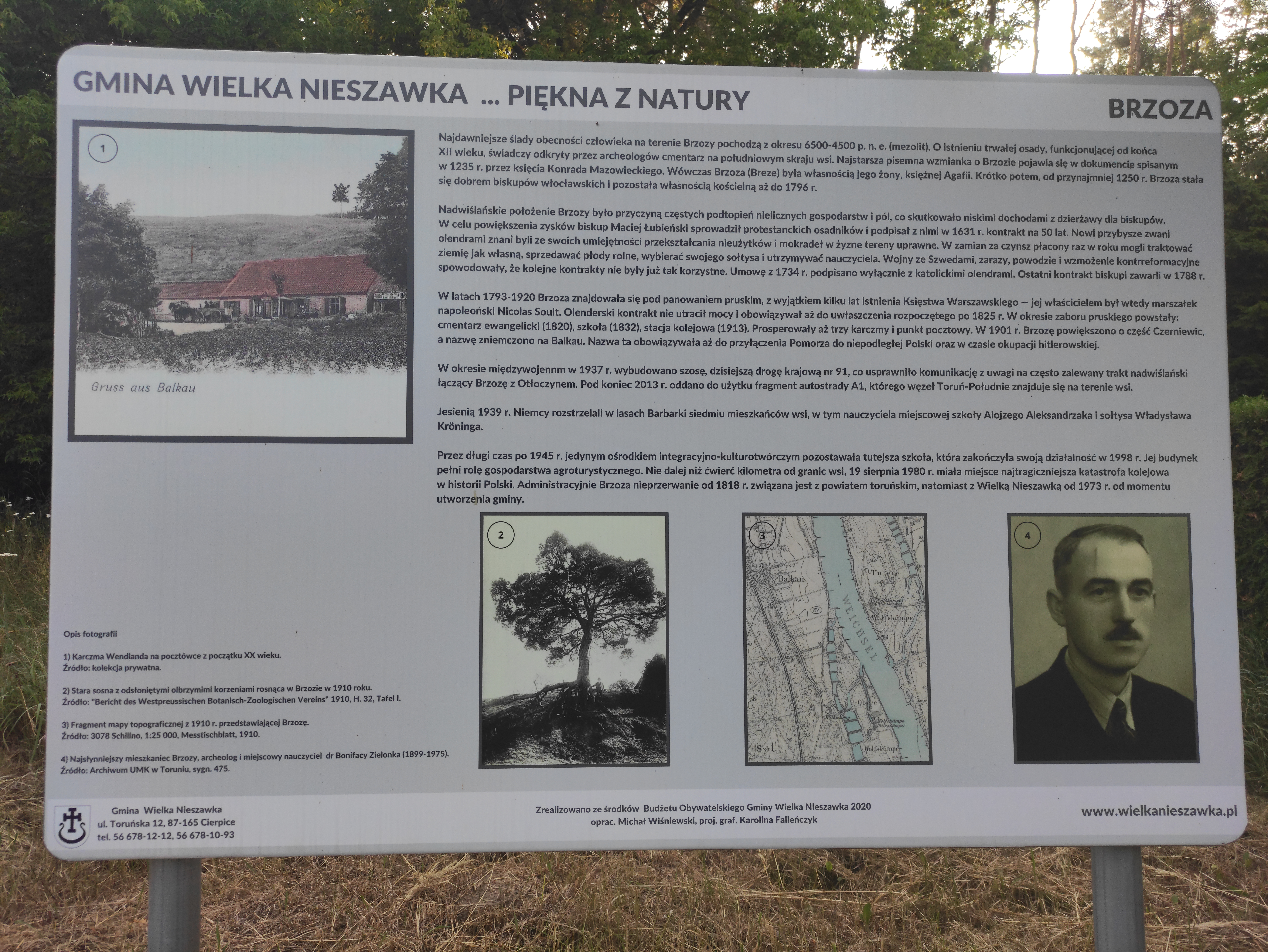
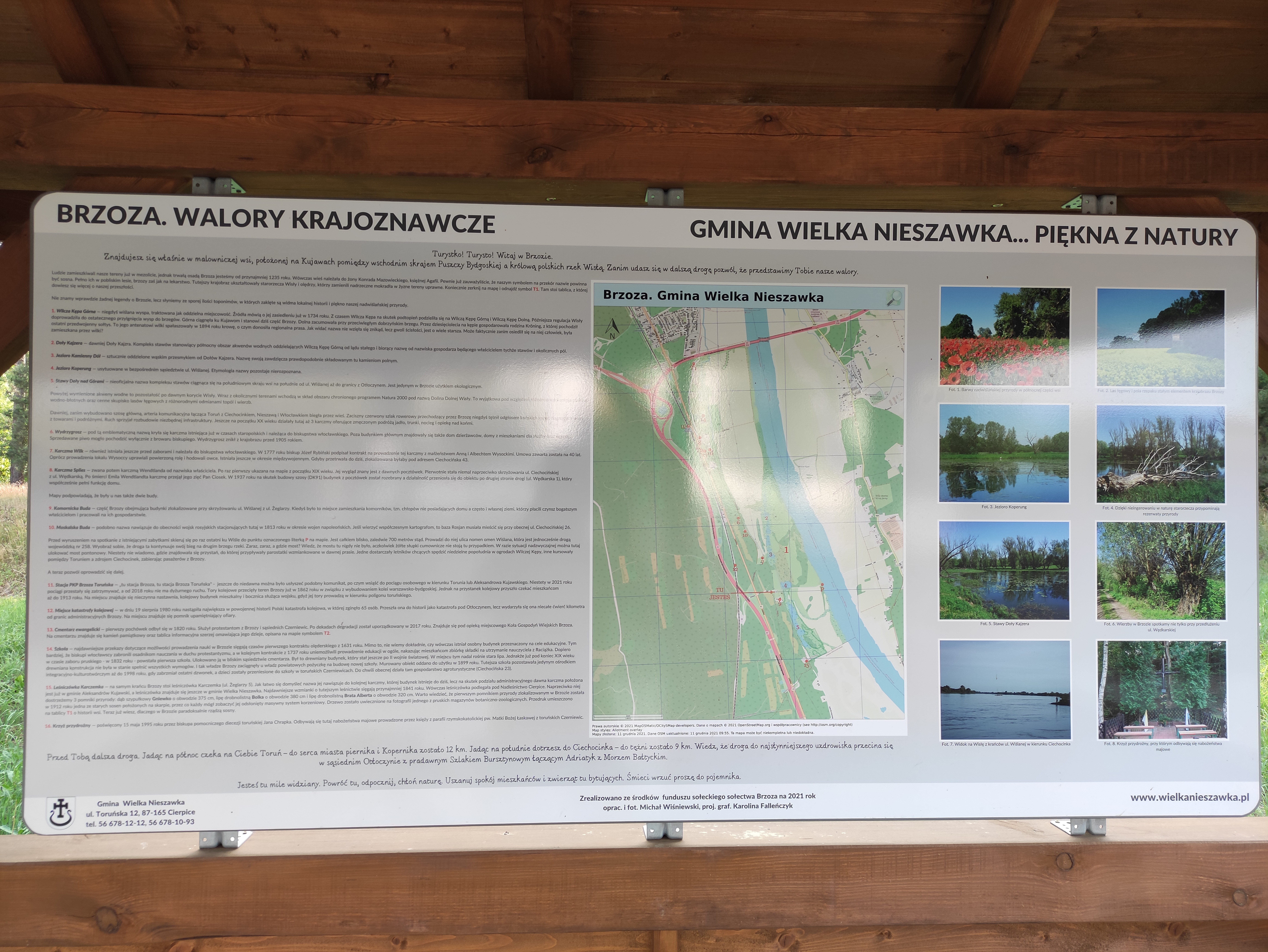
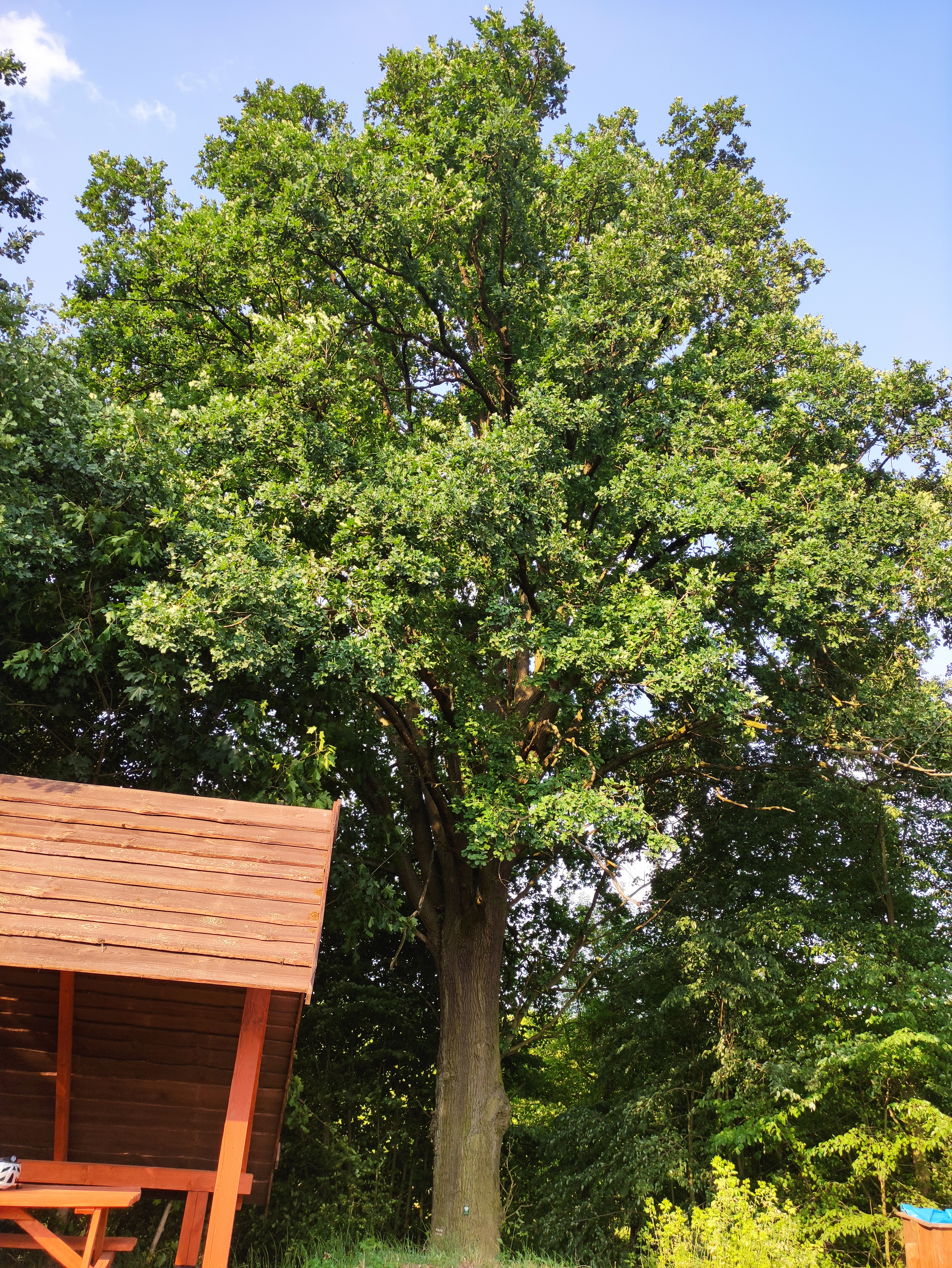
Dub Gniewko